# Alfredo Betrò
Alfredo Betrò (Torre del Greco, 30 giugno 1964) è un direttore della fotografia italiano.

## Biografia
Figlio del Comandante della Marina mercantile italiana Lorenzo Betrò, dopo la maturità classica frequenta la facoltà di Scienze Politiche presso l'Università Federico II di Napoli, studi che interrompe nel 1988 dopo aver vinto una borsa di studio per il corso di Fotografia Cinematografica presso il Centro Sperimentale di Cinematografia-Scuola Nazionale di Cinema. Allievo di Giuseppe Rotunno, uno dei più importanti direttori della fotografia italiani, si diploma nel 1990.
Dopo aver frequentato, tra il 1991 e il 1993, dei seminari di fotografia tenuti da Vilmos Zsigmond, Haskell Wexler e Vittorio Storaro, entra a far parte del team di Storaro sul set di Piccolo Buddha di Bernardo Bertolucci nel ruolo di secondo assistente operatore, mentre nel 1999, sempre nella troupe di Storaro, esordisce come operatore di prima macchina nello spot pubblicitario della Illycaffè diretto da Francis Ford Coppola.
Da vari anni collabora come insegnante di  Fotografia Cinematografica presso il Centro sperimentale di cinematografia per il corso diretto da Giuseppe Lanci, altro importantissimo autore della fotografia, e presso la Roma Film Academy.
Nel biennio 2018-2019, collabora con Eros Puglielli per due film: Nevermind e Copperman. A gennaio del 2020, Copperman viene selezionato tra tutti i film usciti nel 2019 dall' A.I.C. - Associazione Italiana Autori Cinematografia per partecipare in rappresentanza italiana alla selezione per i premi della Federazione Europea Associazioni degli Autori della Fotografia Cinematografica “IMAGO”.

## Filmografia parziale

### Direttore della fotografia

#### Film
- Pietre, miracoli e petrolio, regia di Gianfranco Pannone (2004)
- Il senso degli altri, regia di Marco Bertozzi (2007)
- La Spartenza, regia di Salvo Cuccia (2018)
- Nevermind, regia di Eros Puglielli (2018)
- Copperman, regia di Eros Puglielli (2019)
- L'Arminuta, regia di Giuseppe Bonito (2021)
- Credimi!, regia di Luna Gualano (2022)
- Gli idoli delle donne, regia di Lillo & Greg e Eros Puglielli (2022)

#### Serie televisive
- Liberi tutti, regia di Giacomo Ciarrapico e Luca Vendruscolo (2019)
- Boris 4, regia di Giacomo Ciarrapico e Luca Vendruscolo (2022)
- Brennero, regia di Davide Marengo e Giuseppe Bonito (2024)
- Mike, regia di Giuseppe Bonito – miniserie TV (2024)

### Operatore di Prima Macchina
- Dall'altra parte del mondo, regia di Arnaldo Catinari (1991)
- El Infierno prometido, regia di Juan Chumilla Carbajosa (1991)
- Dune - Il destino dell'universo (Frank Herbert's Dune), regia di John Harrison (1999, miniserie)
- Il manoscritto di Van Hecken, regia di Nicola De Rinaldo (1999)
- La traviata a Paris, regia di Giuseppe Patroni Griffi (2000, film TV)
- Amici Ahrarara, regia di Franco Amurri (2001)
- Dominion: Prequel to the Exorcist, regia di Paul Schrader (2003)
- Zapata, el sueno del heroe, regia di Alfonso Arau (2004)
- L'esorcista - La genesi (Exorcist: The Beginning), regia di Renny Harlin (2004)

### Assistente operatore
- Il bagno turco, regia di Ferzan Özpetek (1996)
- Pianese Nunzio, 14 anni a maggio, regia di Antonio Capuano (1996)
- I vesuviani, regia di Antonio Capuano, Pappi Corsicato, Antonietta De Lillo, Stefano Incerti, Mario Martone (1997)
- Donne in bianco, regia di Tonino Pulci (1998)
- Goya (Goya en Burdeos), regia di Carlos Saura (1999)
- Mirka, regia di Rachid Benhadj (2000)
- Return to Me, regia di Bonnie Hunt (2000)

### Secondo assistente operatore
- Piccolo Buddha, regia di Bernardo Bertolucci (1993)
- La dea dell'amore (Mighty Aphrodite), regia di Woody Allen (1995)
- Uomini senza donne, regia di Angelo Longoni (1996)